# Ralf Otterpohl
Ralf Otterpohl (* 26. September 1958 in Herford) ist ein deutscher Siedlungswasserwirtschaftler an der Technischen Universität Hamburg. Ihm wird die Verbreitung von Verschwörungstheorien vorgeworfen.

## Wissenschaftliche Karriere
Nach einer Maurerlehre und dem Bauingenieurstudium an der RWTH Aachen promovierte Otterpohl über die dynamische Kläranlagensimulation am Institut für Siedlungswasserwirtschaft in Aachen. Anschließend gründete er ein eigenes Ingenieurbüro in Lübeck, das auf die Computersimulation von Kläranlagen und die Entwicklung ökologischer Abwasser- und Sanitärkonzepte spezialisiert ist. Im Bereich der neuen Abwasserkonzepte wurde in Lübeck in der Neubausiedlung Flintenbreite erstmals das von ihm entwickelte neuartige Abwasserbehandlungssystem realisiert, bei dem die dank Vakuumtoiletten konzentrierten Fäkalabwässer anaerob behandelt werden.

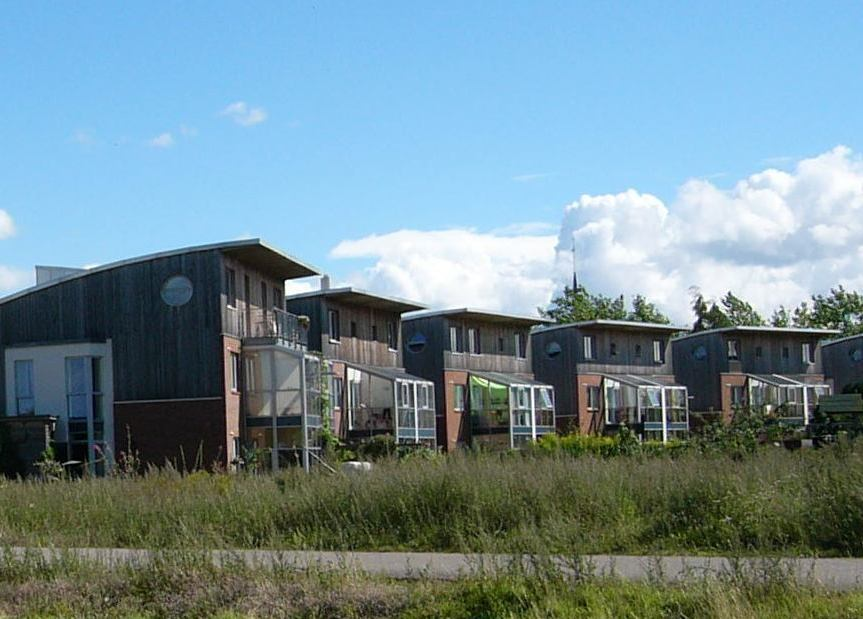
Neubausiedlung Flintenbreite (2004)

Seit 1998 ist Otterpohl Professor und Leiter des Institutes für Abwasserwirtschaft und Gewässerschutz an der Technischen Universität Hamburg. Schwerpunkt seiner Forschungstätigkeit sind Abwasserkonzepte. Ziel ist dabei die kostengünstige Nutzung der Abwasserinhaltsstoffe als Düngemittel. Ausgangspunkt ist dabei die differenzierte Behandlung unterschiedlicher Teilströme des Abwassers (insbesondere Schwarzwasser und Grauwasser). Diese Untersuchungen sind nicht alleine auf Mitteleuropa orientiert, sondern auf unterschiedliche klimatische und soziale Bedingungen weltweit ausgerichtet.
Zugleich arbeitet er an wettbewerbsfähigen Verfahren zur Effizienzsteigerung der industriellen Abwasserwirtschaft mit dem Ziel der Wiederverwendung von Wasser und Inhaltsstoffen. Die aktuelle Forschung bezieht die Produktion von Strom, Wärme/Kälte und Holzkohle für Dauerhumus mit Biokohle-Kompostierung bzw. Holzgaskocher ein. Der Abwasserbereich wird derzeit international unter dem Namen „Terra-Preta-Sanitation“ entwickelt. Neben den High-Tech-Systemen für besonders ressourceneffiziente Neubaugebiete liegt der Projektschwerpunkt in ländlicher Entwicklung. Otterpohl lehrt seit über zehn Jahren „Ländliche Entwicklung“ für internationale Studierende und hat daraus das Konzept der Unternehmerdörfer „Neues Dorf im Gartenring“ entwickelt.
Otterpohls aktuellen Arbeiten zur ländlichen Entwicklung schließen sich an die Forschung zur Produktion von Humussubstraten und Bodenverbesserern aus Abwasserinhaltsstoffen, insbesondere des Schwarzwassers, an. Er sieht den Erhalt und die Wiederherstellung eines biologisch stabilen Oberbodens als wichtigste Voraussetzung zur Sicherung der Wasserversorgung, der Lebensmittelversorgung und als Beitrag zum Erhalt oder der Wiederherstellung eines stabilen lokalen Klimas an.

## Esoterisches
Otterpohl gilt als Vertreter von Verschwörungstheorien. Gegenüber dem Magazin Kontraste behauptete er, dass die Existenz von Chemtrails wissenschaftlich bewiesen sei. Des Weiteren sagte er in einem Vortrag auf der Esoterikmesse Neue Horizonte, dass durch Chemtrails „Menschen mit Aluminium“ aufgefüllt würden, so dass diese stärker auf Mobilfunkstrahlung reagieren und so leichter „kirre“ zu machen seien.
Otterpohl glaubt auch nicht an die Wirkung von Kohlenstoffdioxid als Treibhausgas. In einer Lehrveranstaltung bot er Studierenden 2000 €, wenn diese „eine gute Erklärung für das Wunder, das dieses chemisch langweilige Spurengas vermutlich bewirken kann, hätten“.
Otterpohl steht der Anastasia-Bewegung nahe. Er distanziert sich jedoch von antisemitischen und anderen extremistischen Haltungen einiger Mitglieder. Im Februar 2020 forderte ihn das Studierendenparlament der Technischen Universität Hamburg auf, in seinen Lehrveranstaltungen keine Verschwörungstheorien mehr zu verbreiten.